# 吾妻島

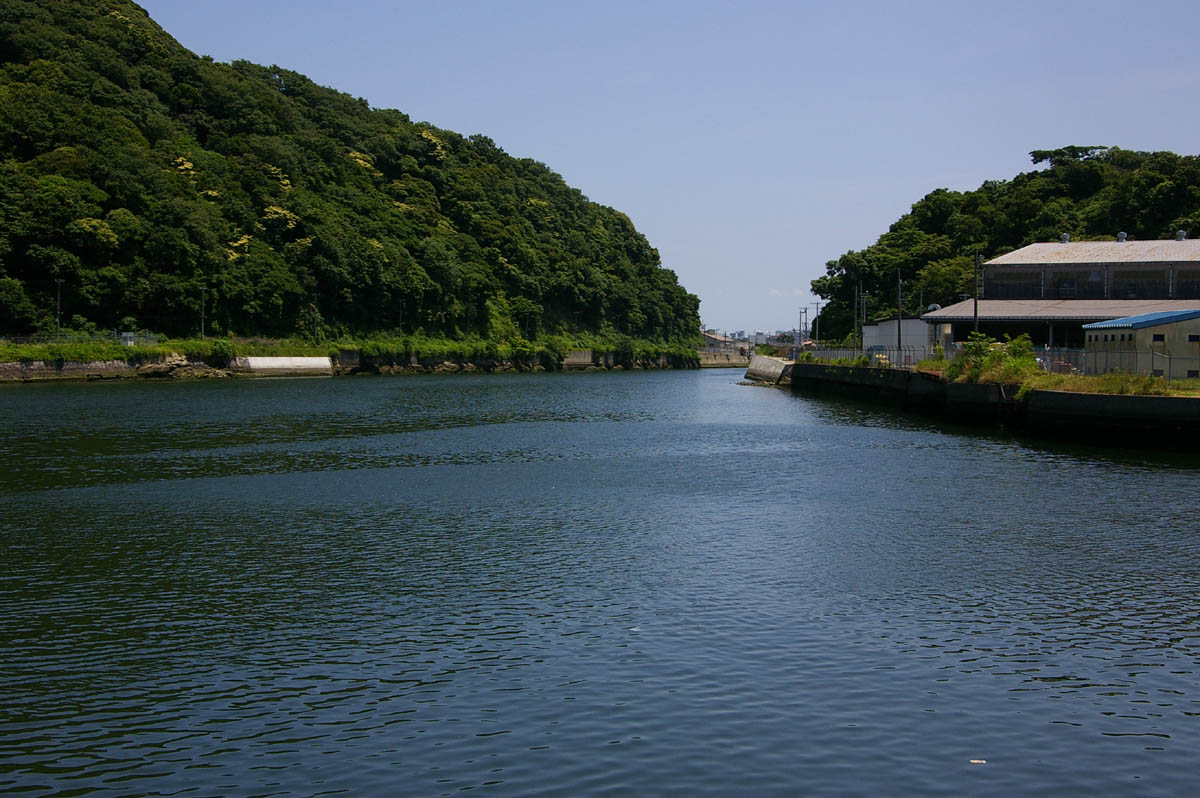
新井掘割

吾妻島（あづましま）は神奈川県横須賀市にある島。全域が横須賀市箱崎町に属する。自衛艦隊司令部がある長浦港と米海軍第7艦隊基地がある横須賀本港を隔てている。現在全島が米海軍の吾妻倉庫地区に属しているため一般人は原則立ち入ることができない。
元は岬（箱崎半島）であったが、1889年（明治22年）に基部に水路（新井掘割）が開削されたことで島となった。これは長浦湾を挟んで北に位置する夏島が周囲が埋め立てられて陸続きになったことと逆である。

## 関連事項
- 夏島貝塚
- YOKOSUKA 軍港めぐり　船上より島の様子を見ることができる。